# Wabasha
Wabasha város az Amerikai Egyesült Államok Minnesota államában, Wabasha megyében, melynek megyeszékhelye is. Lakosainak száma 2559 fő (2020. április 1.).

## Népesség
A település népességének változása:

| 2010 | 2 521 |
| 2020 | 2 559 |